# Tırkaz
Tırkaz ist ein Dorf im Landkreis Sarayköy der türkischen Provinz Denizli. Tırkaz liegt etwa 35 km nordwestlich der Provinzhauptstadt Denizli und 13 km südwestlich von Sarayköy. Tırkaz hatte laut der letzten Volkszählung 204 Einwohner (Stand Ende Dezember 2010).